# Julius Hemphill
Julius Arthur Hemphill (Fort Worth, 24 januari 1938 - New York, 2 april 1995) was een jazzcomponist en een saxofonist. Hij speelde meestal altsaxofoon, en minder vaak sopraan-saxofoon, tenor-saxofoon en dwarsfluit. 
Hemphill werd geboren in Fort Worth in Texas (eveneens de incidentele woonplaats van Ornette Coleman), en hij studeerde klarinet voordat hij saxofoon ging spelen. Hij werd vroeg beïnvloed door Gerry Mulligan. Hemphill ging in 1964 in het leger en diende voor een aantal jaren. Later verscheen hij voor een korte periode ten tonele samen met Ike Turner. In 1968 verhuisde Hemphill naar St. Louis (Missouri), en werd hij medeoprichter van de Black Artist's Group, een multidisciplinair kunstgezelschap dat hem in contact bracht met verschillende artiesten. Saxofonisten als Oliver Lake en Hamiet Bluiett, trompettisten als Baikida Carroll en Floyd LeFlore, en schrijver/regisseur Malinke Robert Elliott.
Hemphill verhuisde in het midden van de jaren 70 naar New York en werd actief in de free jazz gemeenschap. Hij gaf saxofoonlessen aan een aantal aanzienlijke muzikanten, waaronder David Sanborn en Tim Berne. Hemphill is waarschijnlijk het best bekend als oprichter van het World Saxophone Quartet, een groep die in 1976 werd gevormd, nadat hij had samengewerkt met Anthony Braxton in verscheidene saxofoon ensembles. Hemphill verliet het World Saxophone Quartet in de vroege jaren 90, en vormde vervolgens een saxofoon kwintet.
Hemphill nam onder zijn eigen naam meer dan twintig albums op, en ongeveer tien albums met het World Saxophone Quartet. Hij nam op/speelde ook met artiesten als Björk, Bill Frisell, Anthony Braxton en anderen. Later in zijn leven, dwongen ziektes als diabetes en hartklachten Hemphill om te stoppen met saxofoonspelen. Maar hij bleef doorgaan met het schrijven van muziek tot aan zijn dood. Zijn saxofoon sextet, geleid door Marty Ehrlich, heeft ook enkele albums uitgebracht van Hemphills muziek, maar zonder het spel van Hemphill. Het meest recente album is getiteld The Hard Blues, live opgenomen in Lissabon na Hemphills dood.
De beste bron over Hemphills leven en muziek is een langdurig mondeling interview dat hij gaf voor het Smithsonian Instituut in maart en april 1994, dat bewaard wordt in het archief van het Nationaal Museum van de Amerikaanse Geschiedenis in Washington D.C..